# المهاجر بن عبد الله
المهاجر بن عبد الله أو المهاجر الكلابي ويلقب بأبي خضاف وهو والي اقليم اليمامة خلال حكم الخليفة الأموي هشام بن عبدالملك.

## النسب
كان المهاجر جميل الصورة فارع الطول وهو من بني أبي بكر عبيد بن كلاب بن ربيعة بن عامر بن صعصعة بن معاوية بن بكر بن هوازن بن منصور بن عكرمة بن خصفة بن قيس عيلان بن مضر بن نزار بن معد بن عدنان. 

## حكم اليمامة
كان للمهاجر صلات مع بني أمية حين كان كاتبًا في ديوان عبد الملك بن مروان، ومن بعدها عرفه بنوه، ومنها تولى المهاجر بن عبد الله ولاية إقليم اليمامة والبحرين حتى وفاته، وقد كان محبًا للأدب، عُرفت فترة حكمه بالعدل والحلم.
ومما يذكر في عدله، تخاصم أبو الحويرث السحيمي وحمزة بن بيض إلى المهاجر بن عبد الله في طوي له فقال أبو الحويرث:
قال المهاجر: وما قلت لك فيها؟ قال:
قال المهاجر: وأنا أحلف بالله لأنصفنك. قال:
قال المهاجر: أوجعهم ضرباً. قال:
فحضر الشهود فشهدت لأبي الحويرث، فالتفت إلى حمزة ابن بيض فقال:

## الشعر
كان لجرير عند المهاجر مكانة، فقد قيل إن له كل يوم أربع شفاعات ليس فيهم حد ولا دم، كما بنى المهاجر منزلًا بجوار منزل جرير وكان يرسل إليه ثلاثين رجلًا إلى بابه حتى يخرج، فإن خرج مشوا معه إلى المهاجر إشفاقًا عليه من ربيعة، حيث كان جريرًا يهجو بنو حنيفة هجاءً مقذعًا.
امتدح الشاعر جرير المهاجر بن عبد الله في قصيدة شعرية قال فيها: 
كما امتدح قومه ووصفه بالكرم:
البزرى: هم بنو بكر بن كلاب، قوم المهاجر ـ سموا كذلك لكثرتهم وعزتهم. وعند وفاة جرير صلى المهاجر عليه وحدره في قبره.
كما امتدح الفرزدق المهاجر بن عبد الله قائلًا:
وكان من عدله أنه حينما حدث بين الفرزدق وبين زوجته ظبية بنت دلم المجاشعية التميمية ما حدث من التنافر، قال المهاجر: والله لو أتتني بالملائكة لقضيت للفرزدق عليها.إلا أن الفرزدق هجاه في موضع آخر:
وامتدحه أيضًا ذو الرمة قائلًا:

## الوفاة
توفي المهاجر بعد 125 هـ، بعد 743 م وخلفه من بعده في حكم اليمامة ابنه علي بن المهاجر بن عبد الله.